# Moschea di Kara Mustafa Pasa
La Moschea Kara Mustafa Paşa o Moscheadi Paşa (in turco Paşa Cami) è un luogo di culto islamico sito nella città turca di Merzifon.

## Storia
Il complesso è stato eretto nell'1666, per volere di Merzifonlu Kara Mustafa Paşa, durante il regno del sultano ottomano Mehmed IV.

## Architettura
La Moschea Paşa si presenta con una pianta a forma rettangolare.

### La fontana
Tra gli elementi architettonici di maggiore pregio del complesso, vi è la fontana posta nel cortile della Moschea, realizzata prevalentemente in legno: otto colonne lignee sorreggono la struttura. Sulla parte superiore della fontana sono rappresentati tre luoghi, ossia Istanbul, la città di Amasya e Vienna nel momento dell'assedio da parte dei Turchi. Il manufatto si presume sia stato realizzato nel XIX secolo.

## Galleria d'immagini

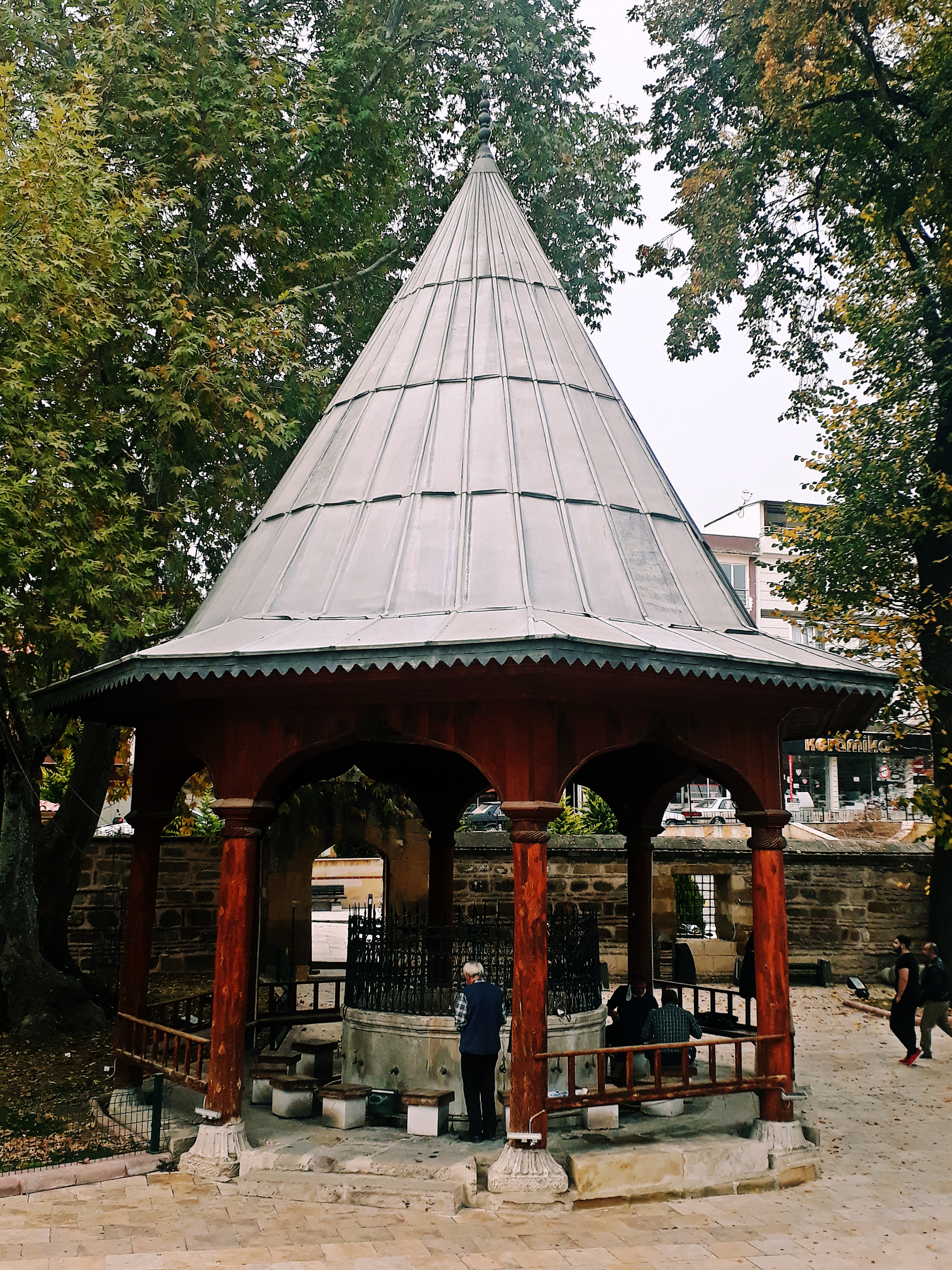
Fontana nel cortile della moschea
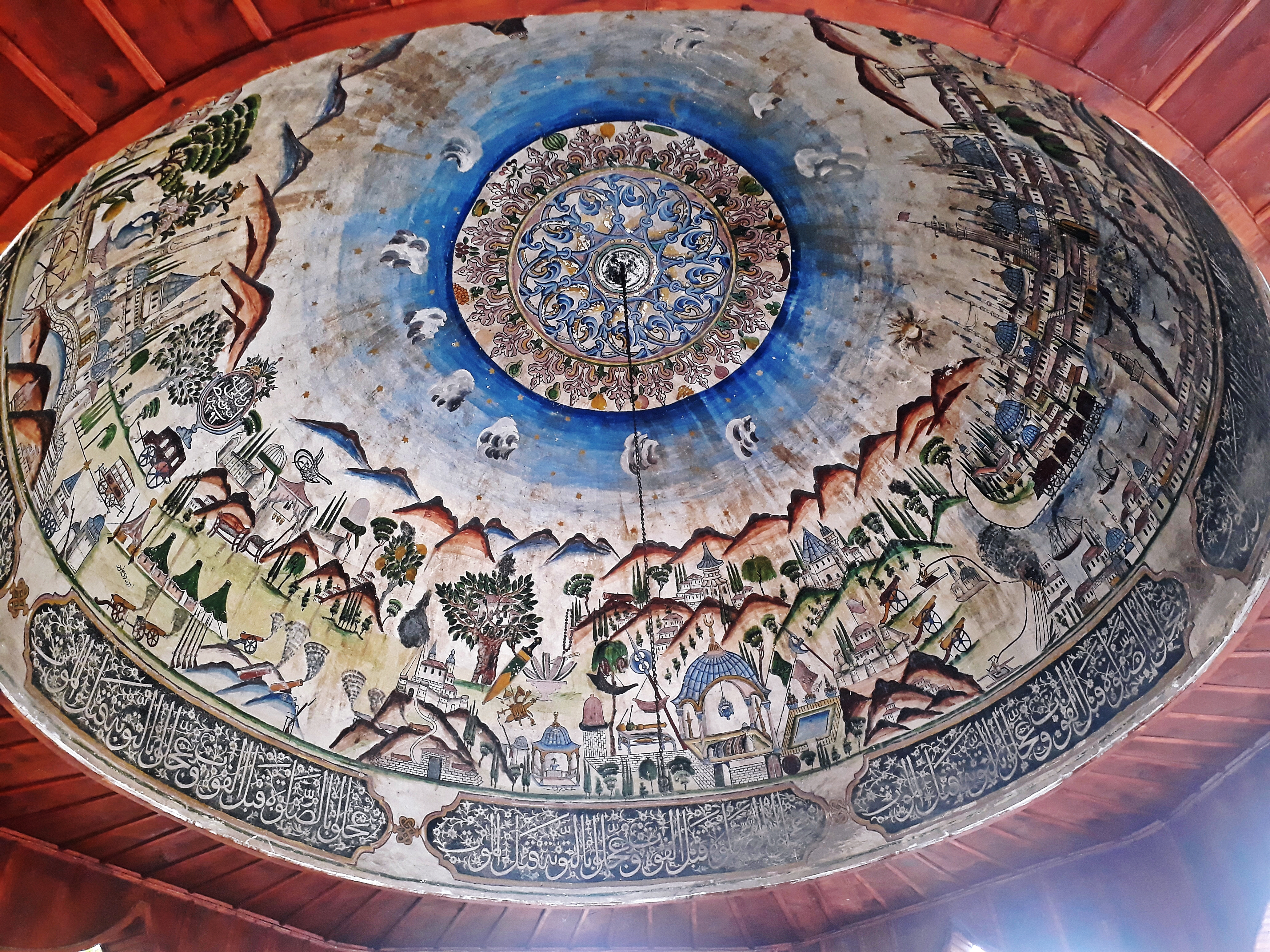
I dipinti di paesaggio realizzati da Zileli Emin all'interno del cono della fontana sono esempi di "arte pittorica tardo ottomana".
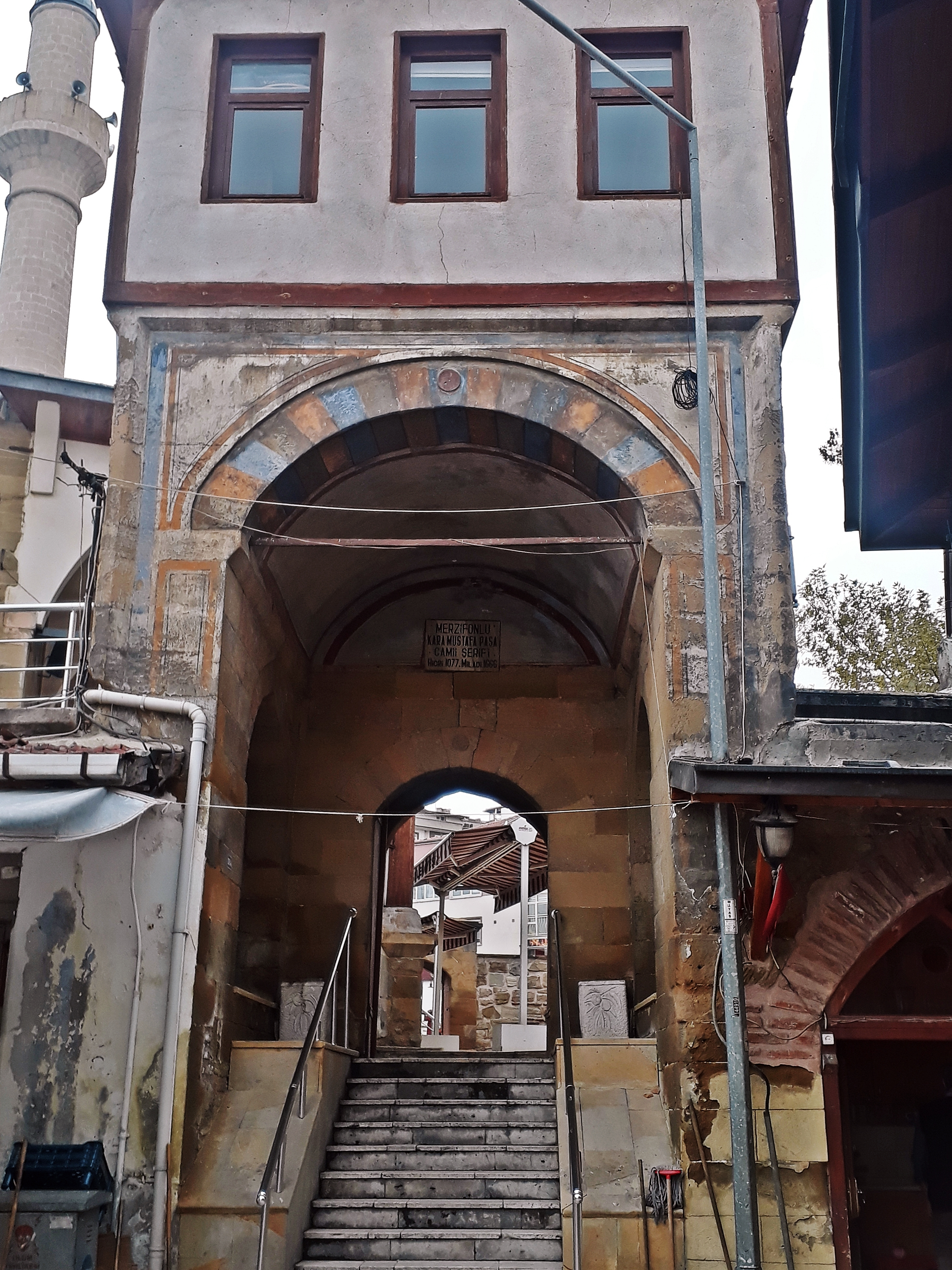
Il cancello d'ingresso del cortile della moschea accanto allo storico bazar coperto
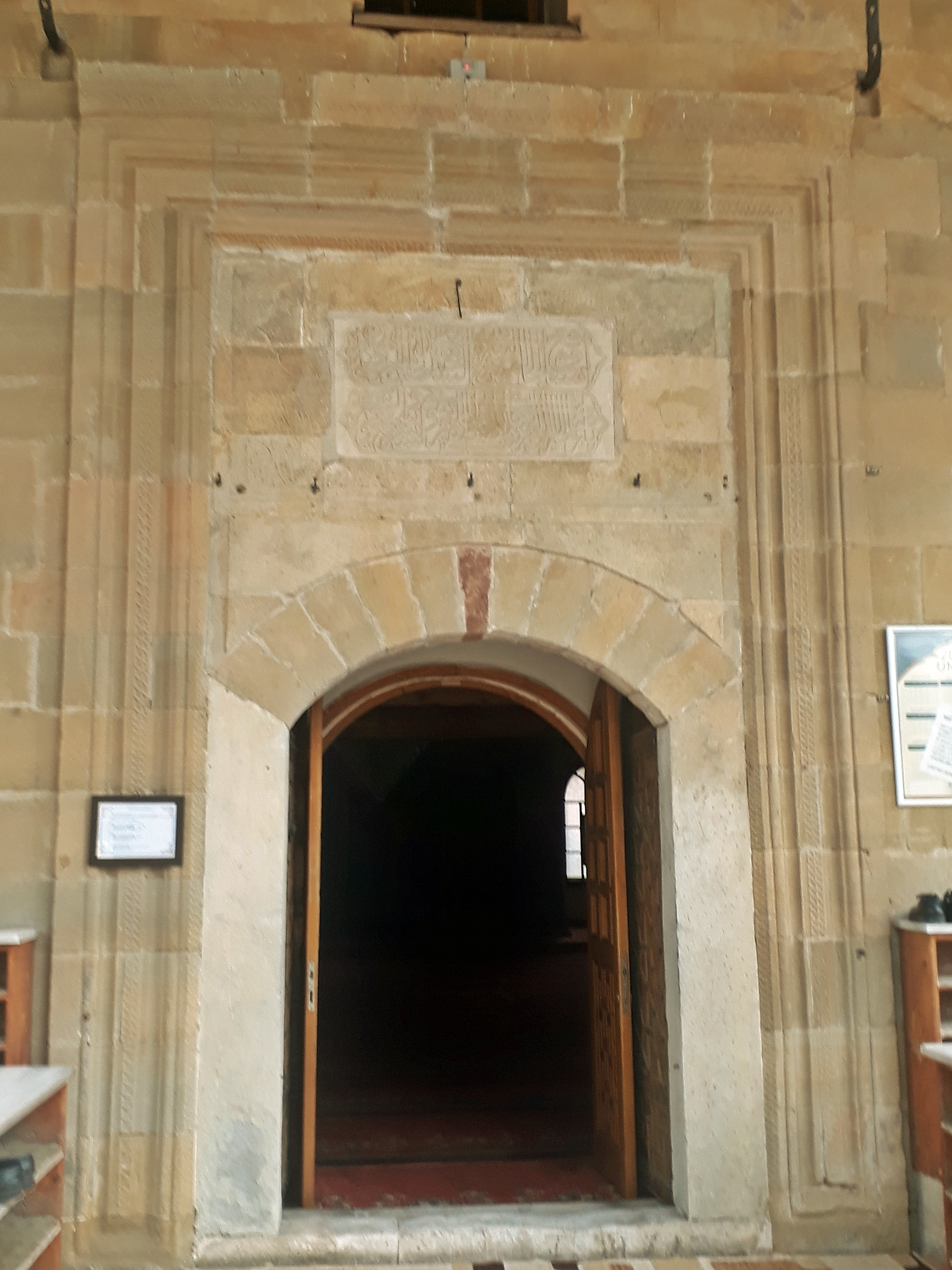
La porta d'ingresso della moschea e la sua iscrizione.
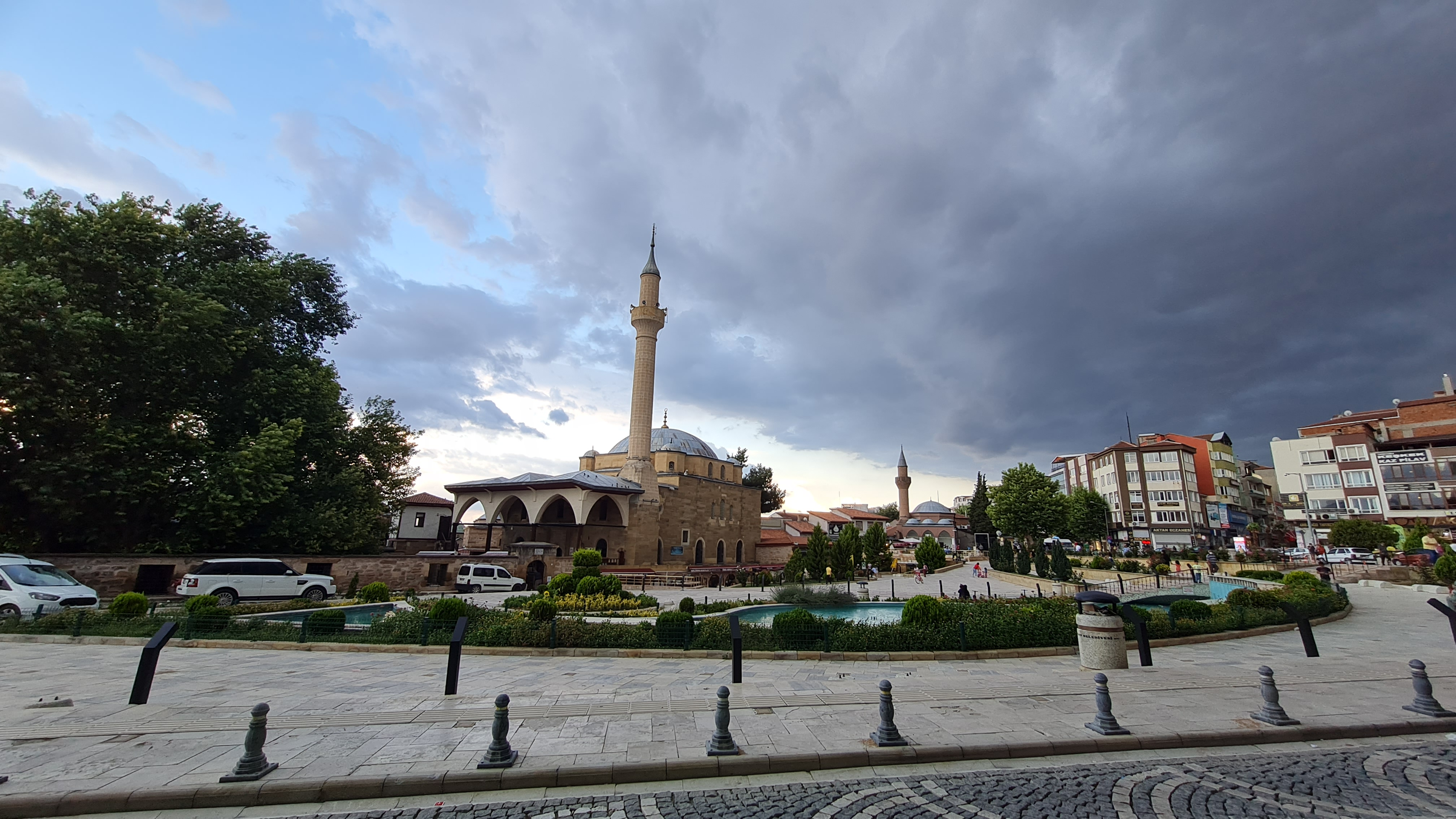
vista generale della moschea
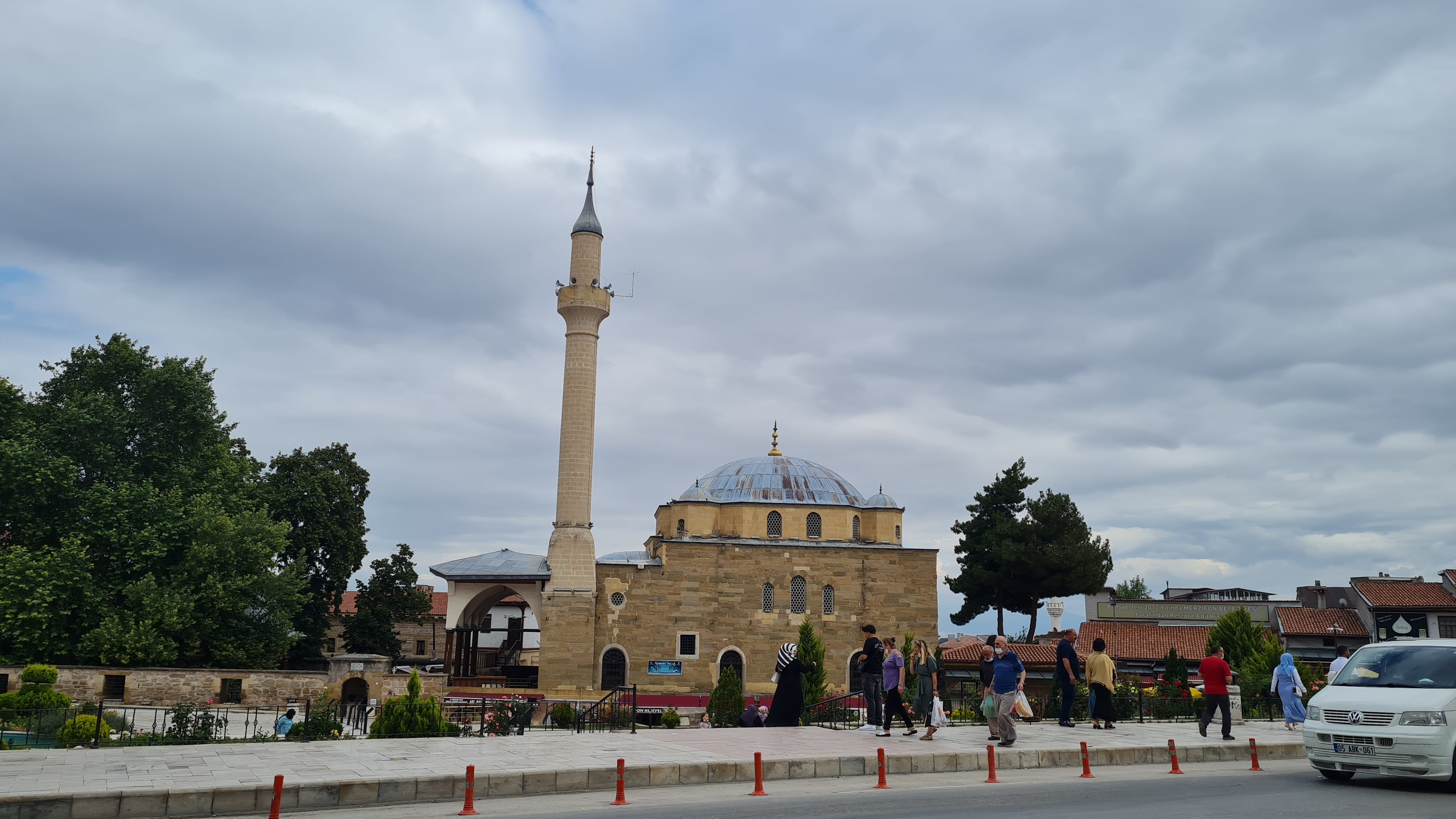
vista generale della moschea
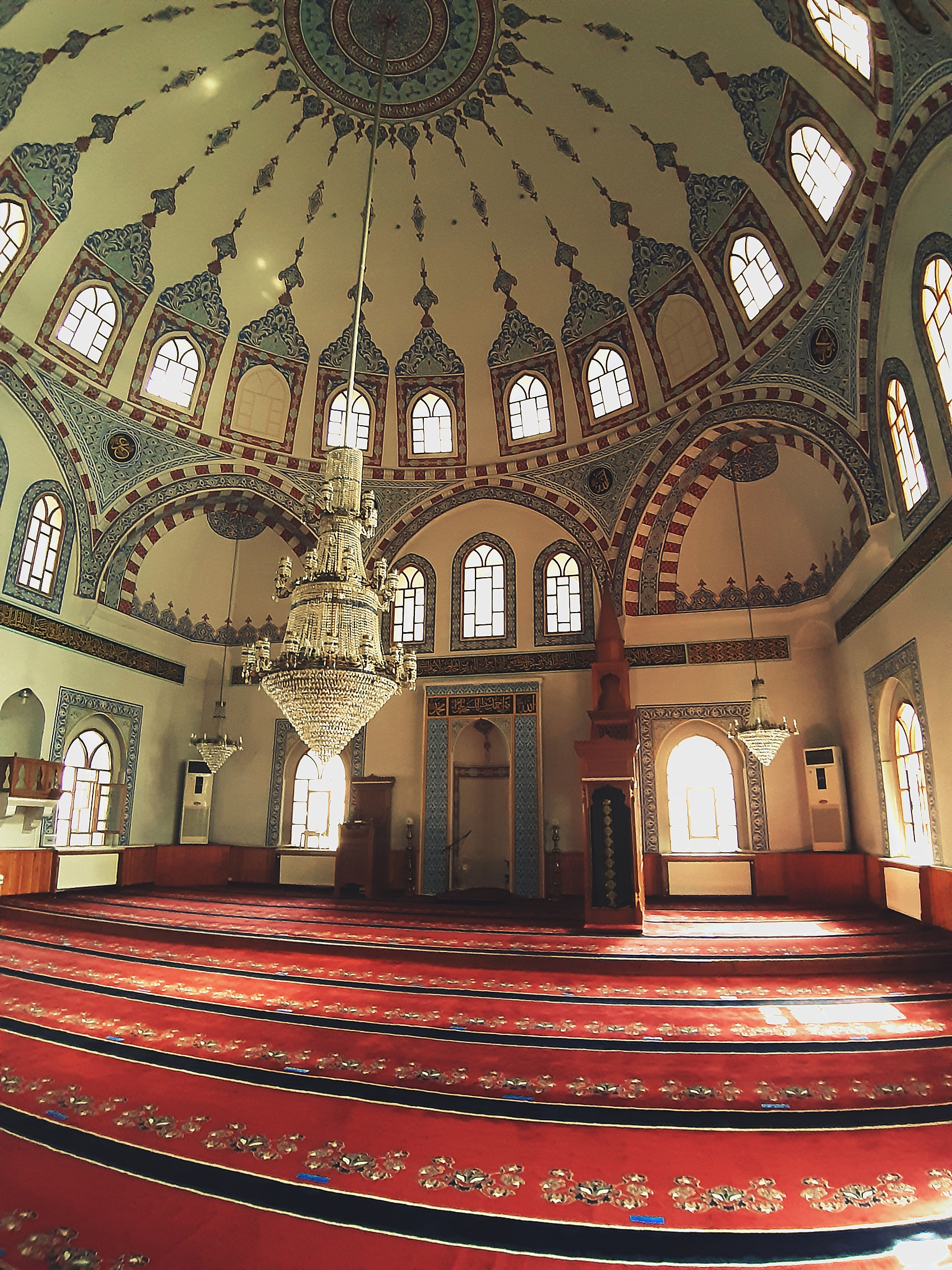
Veduta generale dell'interno della moschea.
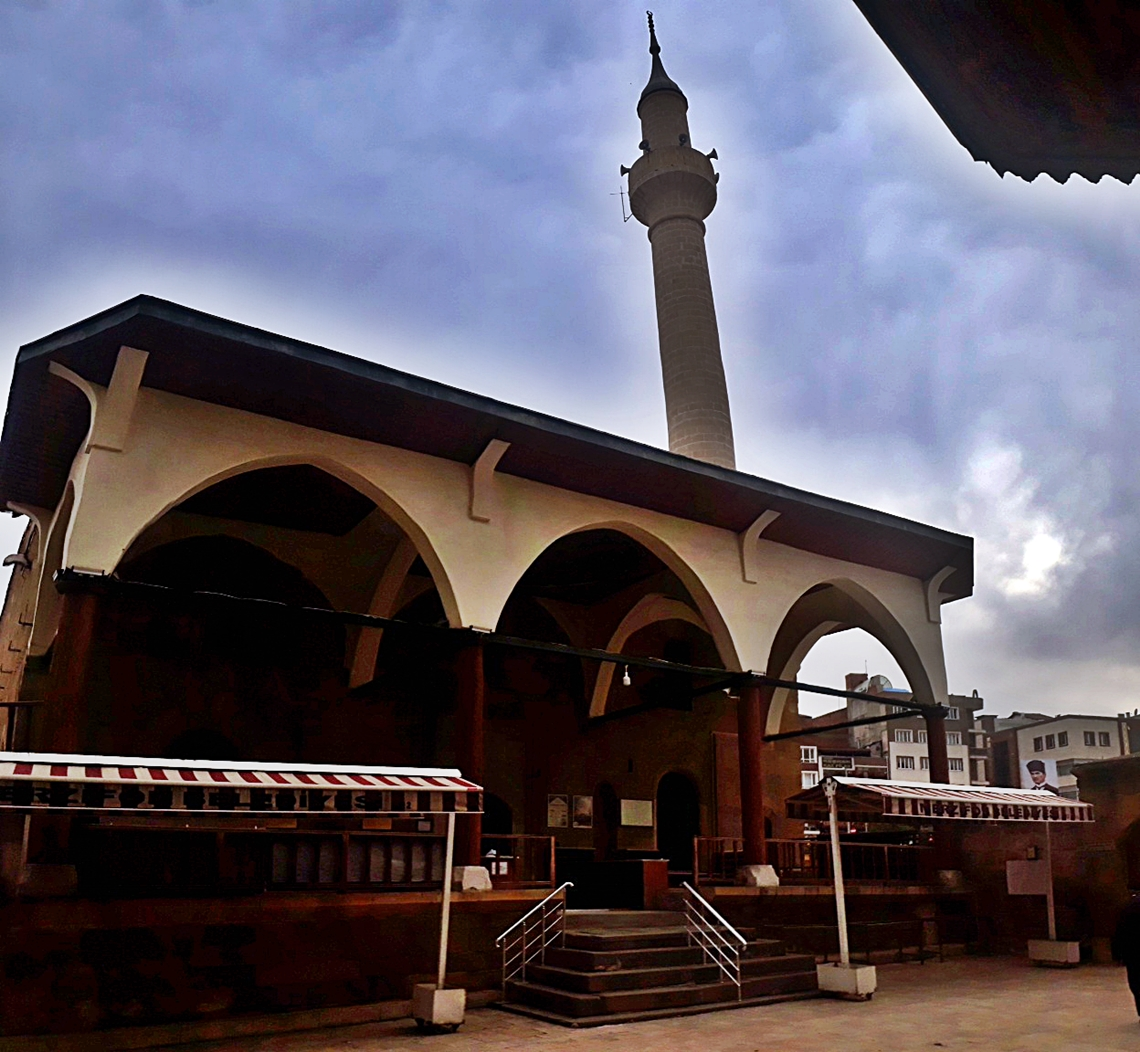
vista generale della moschea